# خلل التنسج الكلوي
يحدث خلل التنسج الكلوي، المعروف أيضًا باسم خلل التنسج الكلوي متعدد الكيسات (MCDK)، عندما لا تتشكل الهياكل الداخلية لإحدى الكليتين أو كليهما بشكل صحيح أثناء التطور المبكر. إذا تأثرت إحدى الكليتين، فغالبًا لا توجد أعراض، على الرغم من أن الكلى تتضخم في بعض الحالات وتسبب الألم. يمكن أن تشمل المضاعفات موه الكلية، وارتفاع ضغط الدم، والتهابات المسالك البولية (UTI)، أو الفشل الكلوي. إذا تأثرت الكليتان بشدة فقد يموت الطفل في وقت قريب من الولادة.
ترجع الأصابة بخلل التنسج الكلوي لعدة أسباب قد تكون بسبب الطفرات الجينية أوالتعرض لعقاقير أو أدوية معينة أثناء الحمل. و تتضمن الآلية الأساسية عدم قدرة البول على التدفق عبر الأنابيب داخل الكلى مما يؤدي إلى تكوين كيس. يتم التشخيص بشكل عام عن طريق الموجات فوق الصوتية، إما قبل الولادة أو بعدها.

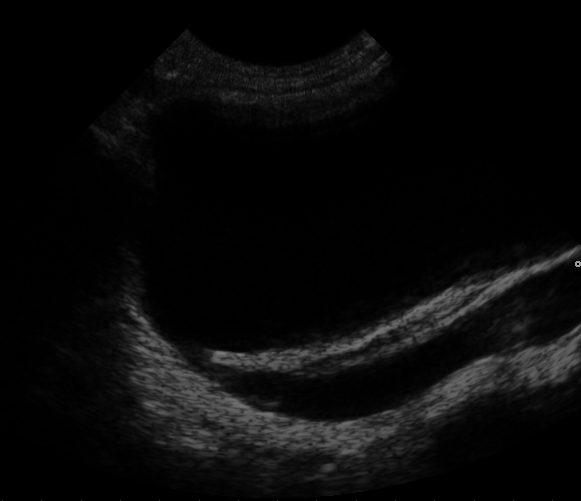
مسح بالموجات فوق الصوتية - الجزر المثاني الحالبي

إذا تأثرت كلية واحدة فقط ولم تكن هناك أعراض، فقد يكون كل ما هو مطلوب هو المتابعة للبحث عن المضاعفات المحتملة. إذا تأثرت الكليتان، فقد يتطلب الأمر غسيل الكلى أو قد يتطلب الأمر زراعة الكلى. في بعض الحالات قد يتقلص حجم الكلية المصابة. يؤثر خلل التنسج الكلوي على حوالي 1 من كل 4000 مولود جديد. تم وصفه لأول مرة في عام 1836.